# Wapen van Winschoten
Het wapen van Winschoten werd op 5 september 1933 per Koninklijk Besluit door de Hoge Raad van Adel aan de Groninger gemeente Winschoten toegekend. Deze wapen verving een eerdere versie welke per 3 september 1853 bij besluit van de Minister van Binnenlandse zaken. Vanaf 2010 is het wapen niet langer als gemeentewapen in gebruik omdat de gemeente Winschoten opging in de gemeente Oldambt. In het wapen van Oldambt komen geen elementen terug van het wapen van Winschoten omdat de Hoge Raad van Adel de heilige Vitus en diens niet-historische bestanddelen niet geschikt acht om in een nieuw wapen opgenomen te worden.

## Blazoenering
De blazoenering van het wapen van 5 september 1933 luidt als volgt:
In azuur het beeld van den Heiligen Vitus, zijnde een jongeling van natuurlijke kleur, gekleed in een tunica van zilver; in de rechterhand houdende een martelaarspalmtak van hetzelfde en in de linkerhand een gouden boek en staande op een voetstuk van zilver.
De blazoenering van het wapen van 3 september 1853 luidt als volgt:
Een schild van lazuur, beladen met eenen monnik van vleeschkleur, passant op eene zerk van zilver, gekleed van bruin, omgord met een koord van sabel, houdende in de regterhand een open boek, in de linker eene rol, beide van zilver.

## Verklaring
In het wapen van Winschoten staat de Heilige Vitus afgebeeld. In de Middeleeuwen ressorteerde Winschoten en omgeving onder de Abdij van Corvey. In deze abdij worden de relieken van deze Siciliaanse heilige bewaard. In de vierde eeuw na Chr. werd hij vanwege zijn geloof vermoord. In Winschoten herinnert veel aan deze heilige, onder andere de St. Vitusstraat, de buurtschap 'Sint Vitusholt', de scoutinggroep St. Vitus, R.K. Basisschool St. Vitus, Kegel Vereniging HKC St. Vitus en de R.K.Parochiekerk van de H.Vitus.
Adorp
· Aduard
· Appingedam
· Baflo
· Bedum
· Beerta
· Bellingwedde
· Bellingwolde
· Bierum
· De Marne
· Delfzijl 
· Eemsmond
· Eenrum
· Ezinge
· Finsterwolde
· Grijpskerk
· Grootegast
· Haren
· Hefshuizen
· Hoogezand
· Hoogezand-Sappemeer
· Hoogkerk
· Kantens
· Kloosterburen
· Leek
· Leens
· Loppersum
· Marum
· Meeden
· Menterwolde
· Middelstum
· Midwolda
· Muntendam
· Nieuweschans
· Nieuwe Pekela
· Nieuwolda
· Noordbroek
· Noorddijk
· Oldehove
· Oldekerk
· Onstwedde
· Oosterbroek
· Oude Pekela
· Reiderland
· Sappemeer
· Scheemda
· Slochteren
· Stedum
· Ten Boer
· Termunten
· Uithuizen
· Uithuizermeeden
· Ulrum
· Usquert
· Vlagtwedde
· Warffum
· Wedde
· Wildervank
· Winschoten
· Winsum
· 't Zandt
· Zuidbroek
· Zuidhorn